# 유리 보이코

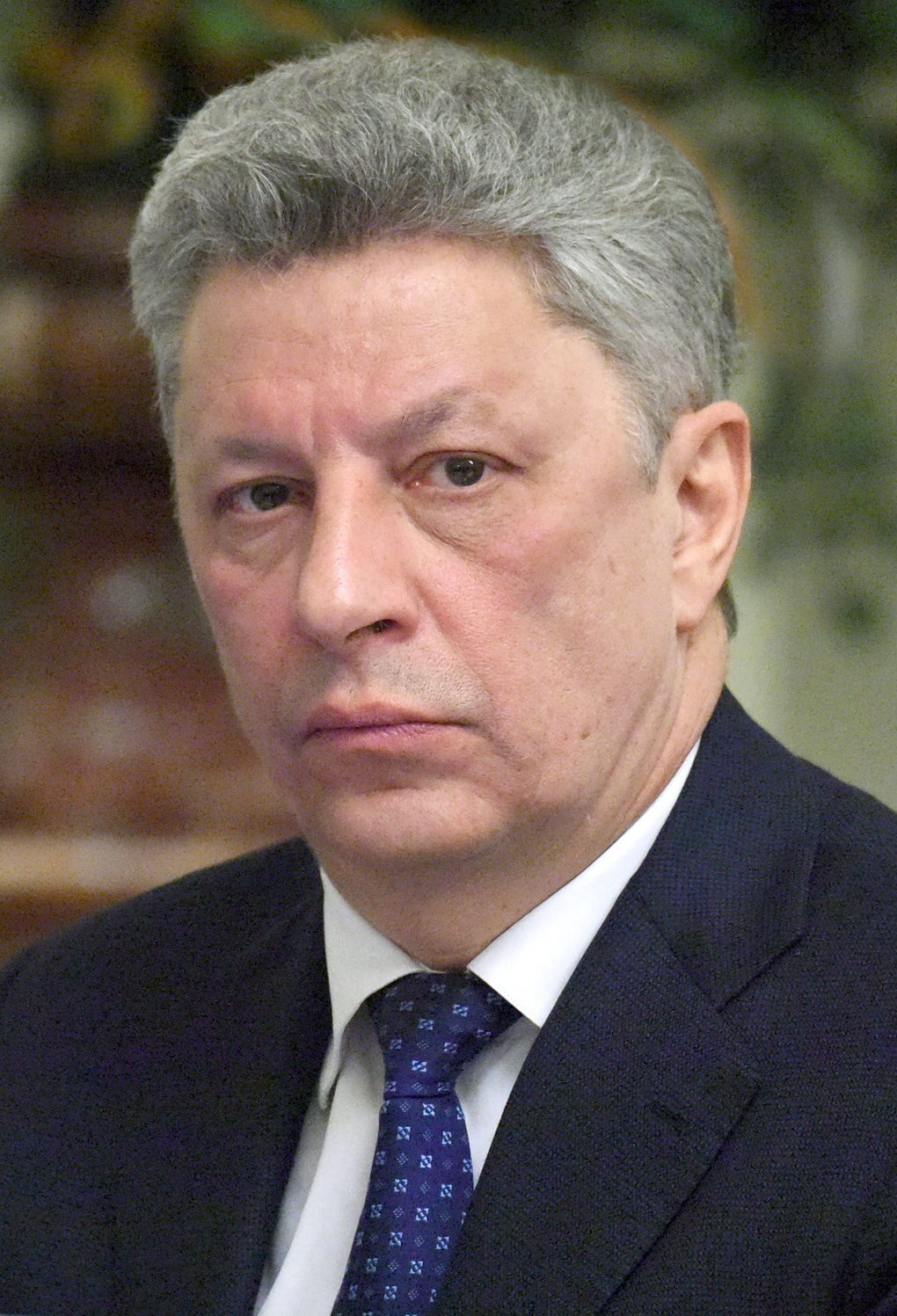
유리 보이코

유리 아나톨리요비치 보이코(우크라이나어: Юрій Анатолійович Бойко, 1958년 10월 9일 ~ )는 우크라이나의 기업인, 정치인이다.

## 생애
도네츠크주 호를리우카 출신이며 1981년에는 러시아 모스크바에 위치한 멘델레예프 화학 공과대학교 화학공학과를 졸업했다. 조랴 화학공장의 총책임자, 리시찬스크네프테오르그신테즈(리시찬스크 정유)의 사장, 우크르타트나프타의 감독위원회 위원장으로 근무했고 2001년에는 우크라이나 루한스크에 위치한 동우크라이나 대학교의 기계경제학과를 졸업했다.
2002년 1월부터 2005년 3월까지 우크라이나의 국영 석유·가스 기업인 나프토하즈의 사장을 역임했다. 2002년 11월 21일부터 2004년 12월 7일까지 제1차 빅토르 야누코비치 정부에서 우크라이나 연료에너지부 차관보를 역임했으며 2006년 8월 4일부터 2007년 12월 18일까지 제2차 빅토르 야누코비치 정부에서 우크라이나 연료에너지부 차관을 역임했다. 2007년 우크라이나 총선거에서는 우크라이나 지역당 소속으로 출마하여 당선되었고 제6대 최고 라다에서 인민대표 의원을 역임했다.
2010년 3월 11일부터 2012년 12월 12일까지 제1차 미콜라 아자로프 정부에서 우크라이나 석유에너지부 장관을 역임했고 2012년 12월 24일부터 2014년 2월 27일까지 제2차 미콜라 아자로프 정부에서 환경·에너지 담당 부총리를 역임했다. 2014년 우크라이나 총선거에서 야권전선 소속으로 출마하여 당선되었고 2014년 우크라이나 대통령 선거, 2019년 우크라이나 대통령 선거에도 출마했다.
| 전임 보리스 코르스니코프 | 우크라이나 부총리 2012년 ~ 2014년 | 후임 (폐지) |